# Taekwondo na Letnich Igrzyskach Olimpijskich 2024
Taekwondo na XXXIII Letnich Igrzyskach Olimpijskich w Paryżu zostało rozegrane w dniach 7–10 sierpnia 2024 roku w Grand Palais.

## Rezultaty

### Mężczyźni
| Konkurencja                         | Złoto             | Srebro             | Brąz                                 |
| Kategoria do 58 kg (szczegóły)      | Park Tae-joon     | Gashim Magomedov   | Cyrian Ravet Mohamed Khalil Jendoubi |
| Kategoria do 68 kg (szczegóły)      | Ulugʻbek Rashitov | Zaid Kareem        | Edival Pontes Liang Yushuai          |
| Kategoria do 80 kg (szczegóły)      | Firas Katoussi    | Mehran Barkhordari | Edi Hrnic Simone Alessio             |
| Kategoria powyżej 80 kg (szczegóły) | Arian Salimi      | Caden Cunningham   | Rafael Alba Cheick Sallah Cissé      |

### Kobiety
| Konkurencja                         | Złoto                  | Srebro             | Brąz                             |
| Kategoria do 49 kg (szczegóły)      | Panipak Wongpattanakit | Guo Qing           | Lena Stojković Mobina Nematzadeh |
| Kategoria do 57 kg (szczegóły)      | Kim Yu-jin             | Nahid Kiani        | Skylar Park Kimia Alizadeh       |
| Kategoria do 67 kg (szczegóły)      | Viviana Márton         | Aleksandra Perišić | Sarah Chaâri Kristina Teachout   |
| Kategoria powyżej 67 kg (szczegóły) | Althéa Laurin          | Svetlana Osipova   | Lee Da-bin Nafia Kuş             |

## Tabela medalowa
*   Gospodarz ( Francja)
| Miejsce | Reprezentacja            | Złoto | Srebro | Brąz | Razem |
| ------- | ------------------------ | ----- | ------ | ---- | ----- |
| 1       | Korea Południowa         | 2     | 0      | 1    | 3     |
| 2       | Iran                     | 1     | 2      | 1    | 4     |
| 3       | Uzbekistan               | 1     | 1      | 0    | 2     |
| 4       | Francja                  | 1     | 0      | 1    | 2     |
| 4       | Tunezja                  | 1     | 0      | 1    | 2     |
| 6       | Tajlandia                | 1     | 0      | 0    | 1     |
| 6       | Węgry                    | 1     | 0      | 0    | 1     |
| 8       | Chińska Republika Ludowa | 0     | 1      | 1    | 2     |
| 9       | Azerbejdżan              | 0     | 1      | 0    | 1     |
| 9       | Jordania                 | 0     | 1      | 0    | 1     |
| 9       | Serbia                   | 0     | 1      | 0    | 1     |
| 9       | Wielka Brytania          | 0     | 1      | 0    | 1     |
| 13      | Belgia                   | 0     | 0      | 1    | 1     |
| 13      | Brazylia                 | 0     | 0      | 1    | 1     |
| 13      | Bułgaria                 | 0     | 0      | 1    | 1     |
| 13      | Chorwacja                | 0     | 0      | 1    | 1     |
| 13      | Dania                    | 0     | 0      | 1    | 1     |
| 13      | Kanada                   | 0     | 0      | 1    | 1     |
| 13      | Kuba                     | 0     | 0      | 1    | 1     |
| 13      | Stany Zjednoczone        | 0     | 0      | 1    | 1     |
| 13      | Turcja                   | 0     | 0      | 1    | 1     |
| 13      | Wybrzeże Kości Słoniowej | 0     | 0      | 1    | 1     |
| 13      | Włochy                   | 0     | 0      | 1    | 1     |
| Razem   | Razem                    | 8     | 8      | 16   | 32    |